# 克莉絲蒂安·夏洛特 (符騰堡-溫嫩塔爾)
克莉絲蒂安·夏洛特（德語：Christiane Charlotte，1694年8月20日—1729年12月25日），布蘭登堡-安斯巴赫藩侯夫人，符騰堡-溫嫩塔爾公爵腓特烈·卡爾的女兒。

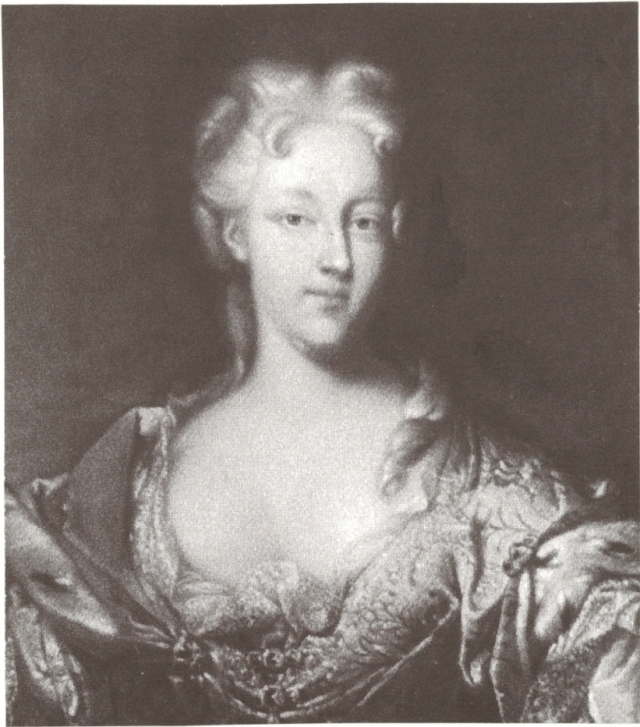

1709年，克莉絲蒂安·夏洛特與自己的表哥、安斯巴赫藩侯威廉·腓特烈結婚，兩人的獨子卡爾·威廉·腓特烈於1712年出生。